# Aphodiites protogaeus
Aphodiites protogaeus is een keversoort uit de familie bladsprietkevers (Scarabaeidae). De wetenschappelijke naam van de soort is voor het eerst geldig gepubliceerd in 1865 door Heer.